# La espada de la verdad
La espada de la verdad es una serie de libros de fantasía épica escrita por Terry Goodkind. La serie ha vendido más de 10 millones de ejemplares y ha sido traducida a más de 20 idiomas. Una versión de televisión del primer libro, llamada Legend of the Seeker (La Leyenda del Buscador), que consta de 2 temporadas de 22 episodios cada una, ha sido realizada por el director Sam Raimi.
Cada volumen cuenta una historia en sí misma, en el que los principales conflictos de cada novela se resuelven dentro de esa novela, sin embargo, existe una vinculación que son los personajes y los acontecimientos en curso en toda la serie.
Keith Parkinson fue el artista responsable de las portadas de la mayoría de las novelas, comenzando con la primera. Parkinson falleció el 26 de octubre de 2005, pero no antes de completar el arte de la cubierta de las dos últimas novelas de la serie.

## Libros de la serie original
Los libros de los que consta la serie original en inglés tal como fueron publicados son 11, pero la editorial Timunmas decidió que, en España, cada volumen sería dividido en dos y publicado como un libro independiente. En la siguiente relación se muestran los libros independientes publicados en España y su correspondencia con los volúmenes originales que fueron publicados en inglés como un solo tomo.
- La primera norma de un mago (Wizard's First Rule):

1. El libro de las sombras contadas
2. Las cajas del destino
- La Piedra de las Lágrimas (Stone of Tears):

3. La Piedra de las Lágrimas
4. La Amenaza del Custodio
- La sangre de la virtud (Blood of the Fold):

5. La sangre de la virtud
6. El Caminante de los Sueños
- El Templo de los Vientos (Temple of the Winds):

7. La profecía de la Luna Roja
8. El Templo de los Vientos
- El espíritu del fuego (Soul of the Fire):

9. El espíritu del fuego
10.  El Gemelo de la Montaña
- La Fe de los Caídos (Faith of the Fallen):

11. La señora de la muerte
12. La fe de los caídos
- Los pilares de la creación (The pillars of creation):

13. La estirpe de Rahl el Oscuro
14. Los pilares de la creación
- El imperio desnudo (Naked empire):

15. El ladrón de almas
16. El imperio de los vencidos
- Cadena de fuego (Chainfire):

17. La desaparición de Kahlan
18. Cadena de fuego
- Fantasma (Phantom):

19. La bruja del viejo mundo
20. La biblioteca secreta
- Confesor(a) (Confessor):

21. El año de la purificación
22. La Confesora

## Libros de la serie "Richard y Khalan"
El volumen 22 cierra la historia de la gran batalla final contra la Orden Imperial cuyo enfrentamiento llevaba insinuándose desde los primeros libros y se inicia plenamente con el libro 5 "La sangre de la virtud" para no abandonar el hilo argumental hasta este último "La confesora" donde la historia aparentemente concluye. Pero Goodkind, no pudiendo despedirse para siempre de los personajes a los que ha dado vida durante los 22 volúmenes decidió seguir contando la historia, provocando un reinicio de la saga a partir del siguiente día a los hechos ocurridos en "La confesora"
Por ahora, estos son los libros que dan continuidad a la saga:
23. La Máquina de los Presagios  (The Omen Machine)
24. El tercer Reino (The Third Kingdom)
25. Severed Souls
Publicado el 5 de agosto de 2014 en inglés. Aún sin traducción al español.
26. Warheart
Publicado el 24 de noviembre de 2015. Estaríamos ante el libro número 26 de la saga y el cuarto de la serie "Richard y Kahlan" Con este libro, al parecer, se cerrará definitivamente la historia de Richard y Kahlan y La espada de la verdad. El porqué de tan repentino fin siendo la trama de los primeros tres libros tan aparentemente lenta en su desarrollo inicial estaría en las malas críticas que habría arrastrado el reinicio de la historia hasta este punto.

## Libros de la serie "The Children of D'Hara"
En el año 2019, cuando han transcurrido más de 3 años desde la finalización de la serie, Terry Goodkind decide continuar con la historia de los personajes que le han dado fama a través de una nueva serie de novelas titulada "The children of D'Hara" 
Al parecer serán 5 volúmenes los de esta serie que comienza con la publicación el 4 de abril de 2019 del primero de ellos "The Scribbly Man"
Terry Goodkind ha declarado lo siguiente al respecto del nuevo reinicio de la saga:
"La serie Espada de la verdad fue mi obra maestra. Sin embargo, la vida de estos personajes continúa después de la conclusión de la serie. Durante años, los lectores me han estado preguntando acerca de que Richard y Kahlan tuvieran hijos. Esta es esa historia. The Children of D’Hara retoma la narración a los pocos días de donde La espada de la verdad terminó con WARHEART y continúa la historia de Richard y Kahlan y sus hijos"
Estos son los libros de los que contará la nueva serie:
27. The Scribbly Man Fecha de publicación 4 de abril de 2019
28. Hateful Things Fecha de publicación 8 de agosto de 2019
29. Wasterland
30. Witchoaths
31. Into Darkness

## Precuelas
- Deuda de Huesos (Debt of Bones)

- La Primera Confesora: La Leyenda de Magda Searus (The First Confessor. the legend of Magda Searus)

Publicado solo  en formato eBook debido a que se trata de una publicación propia del autor, sin patrocinadores. Se espera que se traduzca al castellano pero no es seguro.

## Spin-offs
- La ley de los nueve (The Law of Nines)

- The Nicci Chronicles

Spin Off de uno de los personajes de la saga original, la hechicera Nicci. Consta de 3 volúmenes:
1. Death's Mistress (Publicado en 2017)
2. Shroud of Eternity (Publicado en 2018)
3. Siege of Stone (Publicado en 2019)